# 2004年アテネオリンピックのエリトリア選手団
2004年アテネオリンピックのエリトリア選手団（2004ねんアテネオリンピックのエリトリアせんしゅだん）は、2004年8月13日から8月29日にかけてギリシャの首都アテネで開催された2004年アテネオリンピックのエリトリア選手団、およびその競技結果。

## 概要
今大会は銅メダル1個、合計4個のメダルを獲得した。
陸上男子10000mでゼルセナイ・タデッセが銅メダルを獲得し、エリトリアにオリンピック初メダルをもたらした。

## メダル
| メダル | 選手名               | 競技 | 種目       |
| ------ | -------------------- | ---- | ---------- |
| 銅     | ゼルセナイ・タデッセ | 陸上 | 男子10000m |